# Wrike
Wrike (Райк) — корпоративный онлайн-сервис для совместной работы и управления проектами. Позволяет пользователям планировать проекты, расставлять приоритеты задач, отслеживать график их выполнения и взаимодействовать с командой.
Сервис используют более 20000 организаций в 140 странах мира.
Штаб-квартира Wrike находится в городе Сан-Хосе (Калифорния, США). Также у компании есть офисы в Праге, Дублине, Мельбурне и Сан-Диего, Киеве, Воронеже.

## История компании
Компания Wrike основана российским предпринимателем Андреем Филевым в 2006 году. Впервые сервис представили на выставке Le Web 3 в Париже, где Wrike выиграл приз в номинации B2B.
В 2009 году Wrike выпустил версию на испанском языке и на декабрь 2018 года доступен на 10 языках, включая русский.
В 2010 году вышла обновленная версия системы с лентой уведомлений, панелями задач, и возможностью комментирования. В 2011—2015 годах компания интегрировала продукт с рядом офисных решений, включая Adobe Creative Cloud, Gmail, Google Docs, Google Apps, Apple Mail, Dropbox, Office 365 и Salesforce, а также открыла API для внешних разработчиков. Также Wrike выпустила мобильные приложения для iOS и Android.
В 2013 году вышла версия Enterprise, ориентированная на большие компании. В 2016 появилось первое вертикальное решение Wrike Marketing для автоматизации типовых рабочих процессов в маркетинговых командах, включая подготовку и обработку брифов, запросов и согласований текстов и макетов.
В 2018 году контрольный пакет Wrike приобрел фонд Vista Equity Partners. Начиная с 2012 года в компанию инвестировали Bain Capital Ventures, Scale Venture Partners, DCM Ventures и TMT Investments.

## Функциональность
Функции Wrike делятся на две основные категории: управление проектами и совместная работа. К проектным относятся возможности, которые позволяют команде визуализировать проекты (например, в форме диаграммы Ганта или канбан-доски), отслеживать сроки и потраченное время, устанавливать зависимости задач в проектах, назначать исполнителей и распределять рабочие ресурсы. Wrike позволяет создавать шаблоны типовых проектов, описывать процесс с помощью индивидуального набора статусов и полей в задачах и автоматического назначения исполнителей на задачи с характерными признаками.
Функции совместной работы включают интеграцию с электронной почты для работы с задачами из писем, управление группами пользователей, формы входящих запросов, комментирование задач, сообщения, обсуждение, согласование и редактирование текстов, графикой и видеоматериалов, а также систему уведомлений об изменениях в проектах команды.
Помимо веб-сервиса и мобильных приложений Wrike доступен на платформах Windows и Mac OS.

## Подписка
Wrike предлагает бесплатную базовую версию для индивидуального использования и групп до пяти пользователей.
Платные подписки — Wrike Professional, Wrike Business, Wrike Marketing и Wrike Enterprise доступны командам от 5 участников и имеют 15-дневный пробный период. План определяет доступную функциональность, объем памяти для хранения данных и настройки администрирования.